# Lalla Essaydi
Lalla Essaydi (en árabe لالة السيدي) (Marrakech, 1956) es una artista contemporánea marroquí que utiliza esencialmente la fotografía y la caligrafía árabe. Trabaja también la pintura, el vídeo y la instalación.

## Biografía
El recorrido de Lalla Essaydi comienza en Marruecos, en un harén, donde nació y creció. Después de pasar algunos años en Arabia saudí, sus estudios la llevan hasta Francia donde se diploma en la Escuela de Bellas Artes de París en 1994, y después a Estados Unidos donde obtiene una Licenciatura y máster en Bellas Artes (Universidad de Tufts, 1999 y Escuela del Museo de Bellas Artes de Boston, 2003). Hoy vive entre Nueva York y Marrakech. Está representada actualmente en cuatro galerías (Howard Yezerski Gallery en Boston, Edwynn Houk en Nueva York y Zúrich, y en la galería Tinduf en Marrakech) y ha expuesto en todo el mundo, desde Estados Unidos a Japón, pasando por Francia y Siria.

## Obra
Su trabajo está centrado en torno a la representación del cuerpo de la mujer y sobre todo la complejidad de la visión occidental sobre la identidad de las mujeres de los países árabes. Con su mirada de mujer adulta emancipada, ella tomas prestados sus propios recuerdos de niña marroquí : interroga su presente a través de su pasado. Se quiere presentar desde diferentes prismas : como artista, como marroquí, como tradicionalista, como liberal, como musulmana". Su trabajo toma la forma de series fotográficas donde ella trabaja incluso la caligrafía árabe con "tatuaje de henna", sobre numerosos soportes (tejidos, cuerpos, muros, etc.). Fotografía las mujeres que parecen: marroquíes, expatriadas, marcadas por sus experiencias en el país de origen pero también por aquellas vividas en el país de acogida. Así, Lalla Essaydi utiliza materiales asociados al arte islámico contaminándolos de una imaginería más bien cercana al arte occidental. Ella recurre sobre todo en sus inspiraciones a la imaginería orientalista occidental del siglo XIX. Si Lalla Essaydi osa de tales grandes separaciones estilísticas, es para invitar a los espectadores a volver a pensar en las mitologías orientalistas que resisten a los estereotipos.

### Series
- Las mujeres de Marruecos[4]
- Territorios convergentes[5]
- Harén[6]
- Harén revisado[7]
- Bullet[8]
- Bullet revisado[9]

### La utilización de la caligrafía
El trabajo de Lalla Essaydi es sobre todo reconocible gracias al trabajo sistemático de la caligrafía árabe. Esto crea en sus fotografías un primer nivel de observación. Aunque utiliza una forma de escritura, Lalla Essaydi no permite obligatoriamente su lectura. Incluso los arabófonos tienen dificultades para descifrar las palabras, tanto que esta escritura se superpone sobre sí misma, sobre los decorados, etc.
Antes de desarrollar más precisamente esta característica del trabajo de esta artista, volvemos un instante sobre la historia de la escritura árabe, y sobre todo sobre la interpretación de Oleg Grabar en su labor titulada Reflexiones del arte islámico. Con la fulgurante expansión del mundo árabe al VIII siglo, la escritura había perdido sus puntos de referencia : el Corán podía entonces ser leído e interpretado de diferentes modos y las comunicaciones entre las provincias apartadas resultaban imposibles. Con el fin de paliar estos dos problemas, una reforma será lanzada en el siglo X que pretende normalizar la escritura fijó entonces las proporciones entre las letras y las palabras. Durante los siglos que siguen, la escritura árabe continuó evolucionando, antes de estar nuevamente codificada por una nueva reforma en el siglo XIII: a partir de este momento, siete estilos son reconocidos oficialmente. Según Oleg Grabar, el objetivo de estas diferentes interpretaciones de la escritura tenían como objetivo "decorar el texto y procurarle una calidad estética". Así, los copistas se han esforzado por crear un equilibrio que hace evolucionar, por ejemplo, las letras hacia formas vegetales ("caligrafía cúfica florida"): la escritura resulta entonces una forma de arte. Es a partir de este momento en el que podemos hablar de caligrafía, sobre todo para su empleo sobre pergamino o papel. Pero lo que es interesante de remarcar es el trabajo de la escritura sobre otros soportes distintos al pergamino y el papel. Efectivamente, desde los comienzos del arte islámico, la escritura es usada también sobre muros, tejidos, objetos de cerámica o bronce. Es a veces poco legible y revela una nueva función de la escritura en el arte islámico : según Oleg Grabar, "ya no se lee, se mira", la escritura resulta un fin en sí mismo.

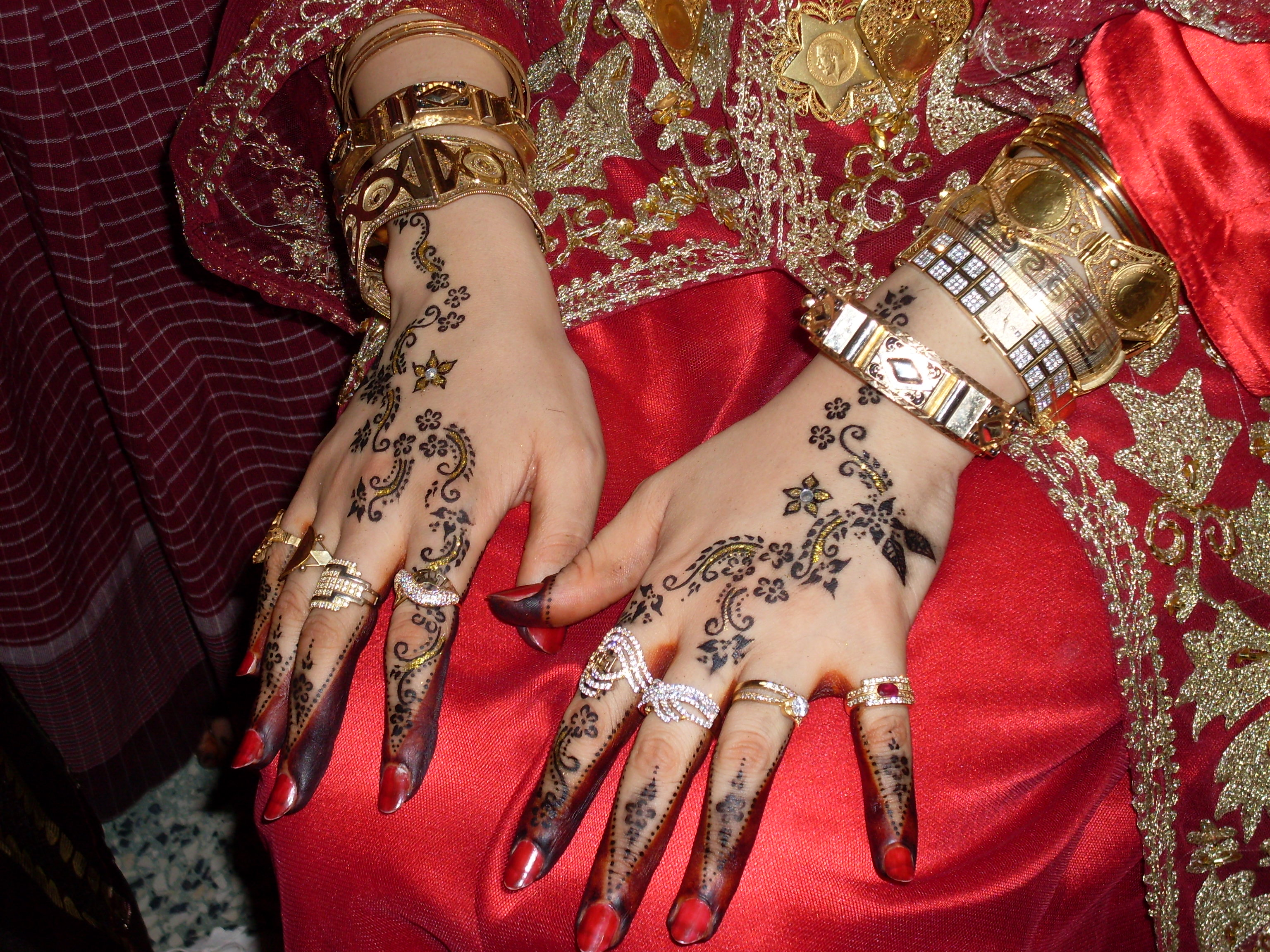
Tatuaje de henna

Así, escogiendo la escritura árabe, Lalla Essaydi sumerge su trabajo de artista contemporánea en el arte islámico y la cultura islámica más ampliamente. Los textos reescritos no han sido escogidos al azar: se trata de extraídos de diarios íntimos de la artista que dibujan sus propios recuerdos de niña y de mujer marroquí. Esta elección permite englobar su historia personal en la historia de los países árabes, y de acercarla a aquellas mujeres que fotografía. Lalla Essaydi que no ha estado formada en caligrafía (esta disciplina figura en el programa de las escuelas de arte marroquí desde hace poco), ha desarrollado su propia técnica y sus propias formas. Aplica el henna con una jeringuilla y el texto está escrito en un estilo abstracto y poético. Si las palabras inscritas en los muros y los tejidos quedan legibles para los arabófonos, aquellos escritos sobre las caras son voluntariamente indescifrables. Así, Lalla Essaydi sobrepasa las fronteras culturales y da a sus imágenes una universalidad. Por otra parte, este carácter ilegible permite al artista de cuestionar la idea occidental que el escrito es el mejor medio de acceder a la verdad. Revelemos por otra parte la utilización de la henna por Lalla Essaydi en lugar de la tinta tradicional para su caligrafía. Este colorante, salido de una planta del mismo nombre, permite un tinte que va del amarillo al rojo, que pasa por la naranja, sobre telas y piel. A Oriente Medio la henna es utilizada mayoritariamente como cosmético, tinte capilar, tatuaje o perfume... ¡por las mujeres ! Para Lalla Essaydi, escribir con la henna resulta entonces un acto de rebelión. Efectivamente, la caligrafía ha sido mucho tiempo prohibida a las mujeres. En la obra de Lalla Essaydi, la escritura es una voz dada a las mujeres.

### El orientalismo como fuente de inspiración y de crítica

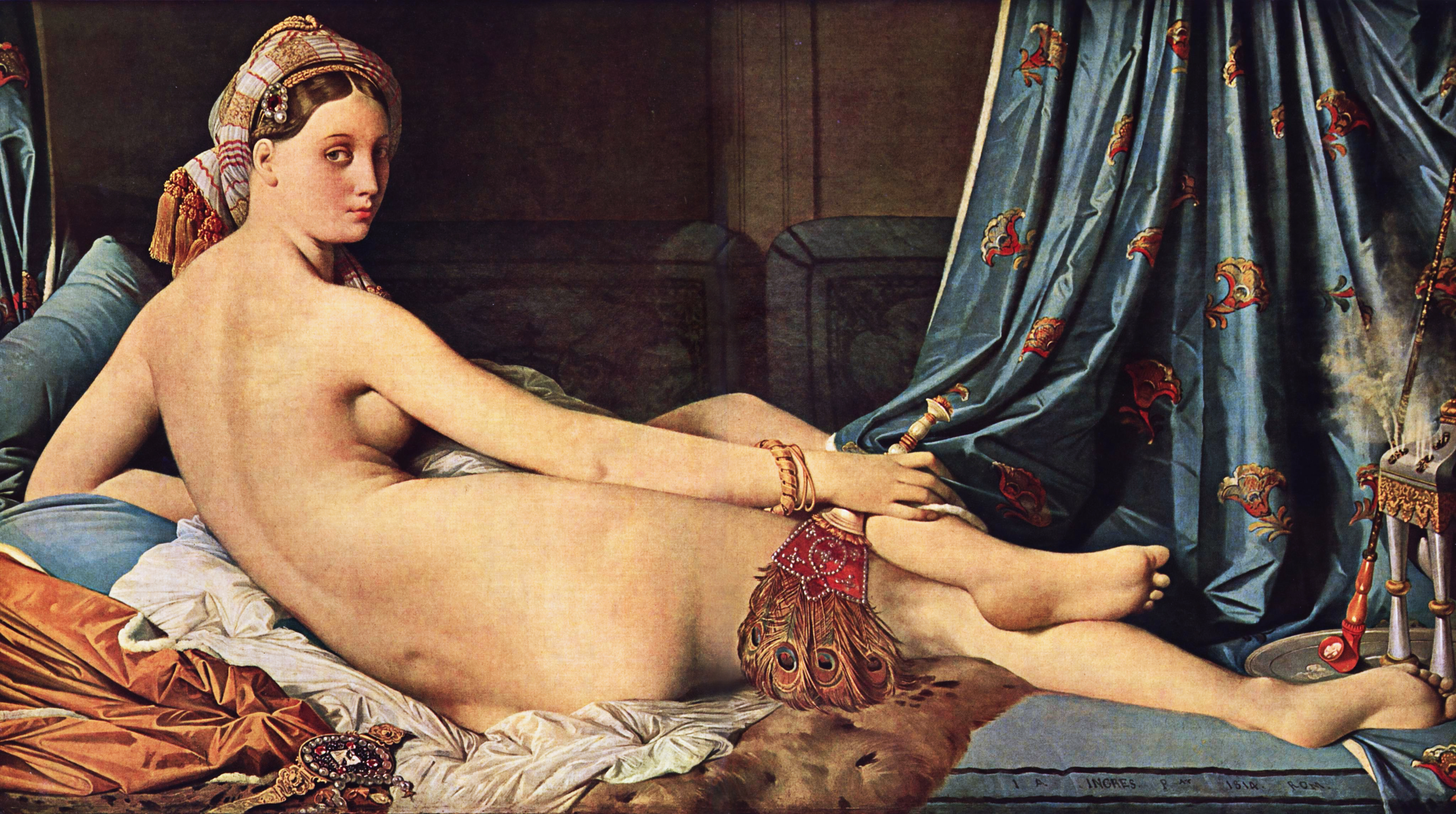
Ingre, La Gran Odalisca

Por otra parte, como hemos señalado antes, Lalla Essaydi bebe de la imagería orientalista occidental del XIX, sobre todo en su serie Las Mujeres de Marruecos. En esta época, el mundo occidental desarrolla un atractivo para las culturas de África de Norte, turca y árabe, y más ampliamente todas las regiones lideradas por el Imperio otomano. Con el orientalismo, el mundo occidental desarrolla una visión de algo que es exterior, sin desplegar un estilo pictórico particular. Este vasto tema será abordado por de numerosos pintores salidos de diferentes movimientos : Chassériau, Ingres, Renoir, Delacroix, etc. Estos artistas tratarán algunos temas recurrentes cuyos el harén, vía la figura de la odalisca. Esta esclava resulta da miembro de un harén es representada a menudo desnuda, sensualmente alargada sobre un diván.
Como estos pintores orientalistas del siglo XIX, Lalla Essaydi utiliza también la figura de la odalisca, pero esta vez, para apoyar su propio discurso de mujer artista árabe. Mientras que su mirada de artista reconoce la belleza de las obras de los orientalistas, su mirada de mujer árabe no aprecia esta representación de las mujeres norte-africanas y árabes. Utilizando esta imagen fantasmal de la odalisca, confronta los estereotipos culturales salidos del orientalismo, permitiendo a los espectadores occidentales tomar conciencia de sus propios prejuicios sobre el mundo árabe. Por otra parte, según Lalla Essaydi, lo que define el espacio público y el espacio privado en el mundo árabe, es la sexualidad de las mujeres: "las mujeres árabes han ocupado siempre el espacio privado, pero donde una mujer se encuentra, cuando un hombre penetra en este espacio, se hace público". Para la artista, los orientalistas y Occidente más concretamente han roto esta frontera entre espacio privado y público. En contraposición, en Oriente se ha endurecido esta barrera. Así, según ella, representar mujeres árabes en lugares cerrados permite descubrir el poder.
El entusiasmo precedente evocado por las culturas medio-orientales en plena Revolución industrial se acompañará por otra parte por una renovación en las artes decorativas. Estas últimas encuentran entonces en las Artes del Islam un nuevo modelo ornamental. De un punto de vista ontológico, la decoración permite entonces en lo relativo a regresar al corazón del objeto, de revelar lo que no vemos . Para Lalla Essaydi, la superabundancia de las escrituras permite exagerar los fantasmas occidentales sobre la mujer oriental con el fin de devolverlas más tangibles. El artista revela también el peligro de una imagen demasiado guapa (como aquellas de las odaliscas pintadas por orientalistas), que podría entonces hacernos creer algo falso. Pero por otra parte, podemos fácilmente considerar que la decoración impide de acceder a la realidad, porque puede interferir la legibilidad de las cosas por su proliferación. La decoración tiene pues una función ambigua incluso ambivalente: puede ser una puerta de acceso hacia la verdad, o por el contrario, un velo que disfraza la realidad. De un punto de vista fenomenológico, la decoración no se identifica con un objeto, y el trabajo humano se disuelve en el objeto mismo: se admira a sí mismo. De este punto de vista, la decoración permite probar que se es un asunto que vive: para Lalla Essaydi la decoración (la caligrafía) permite dar cuerpo y espíritu a su obra.

## Exposiciones
- "Lalla Essaydi : Revisions", National Museum of African Art, Washington, mayo de 2012 - febrero de 2013.